# Trollstigen

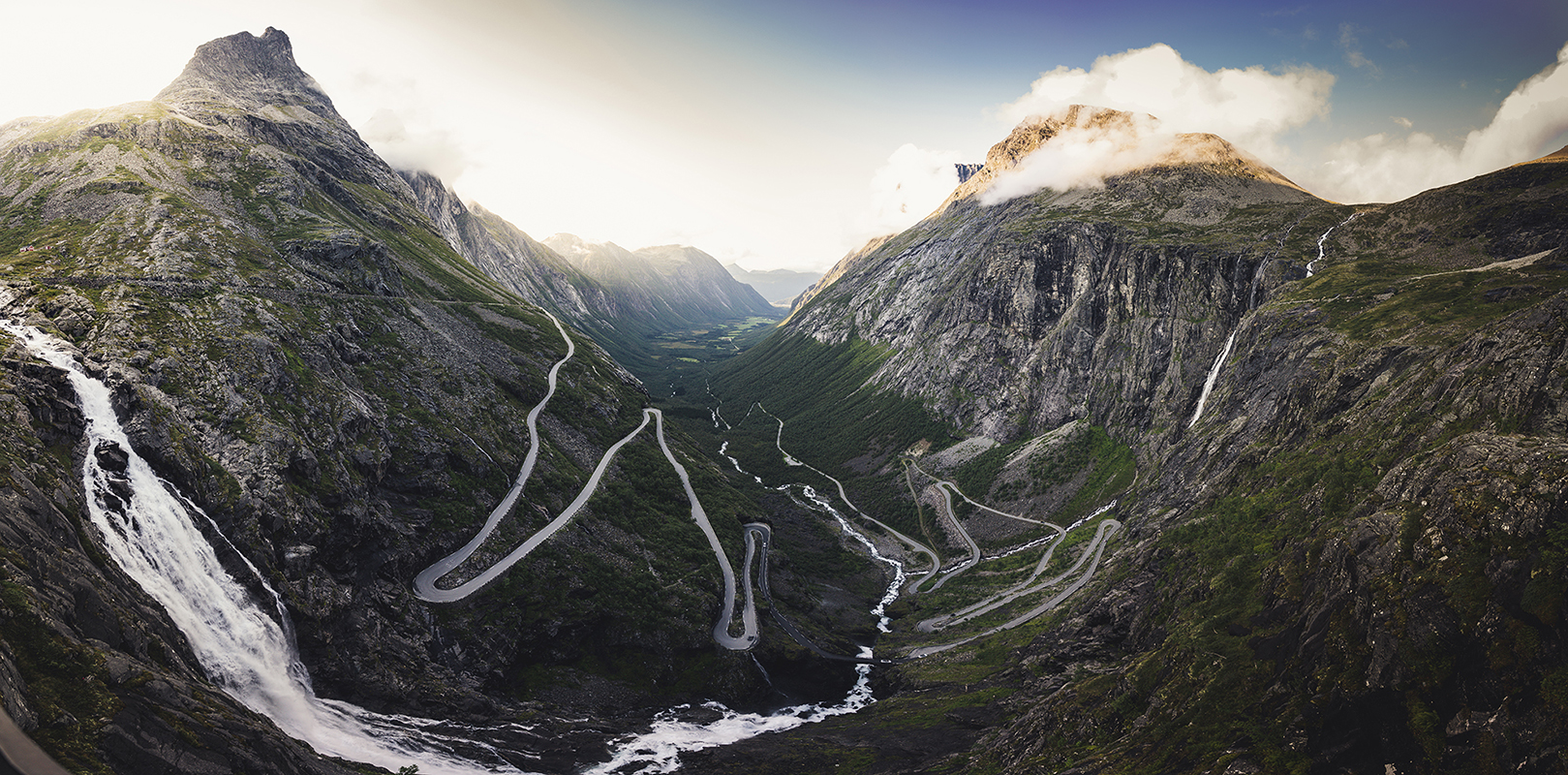
Trollstigen

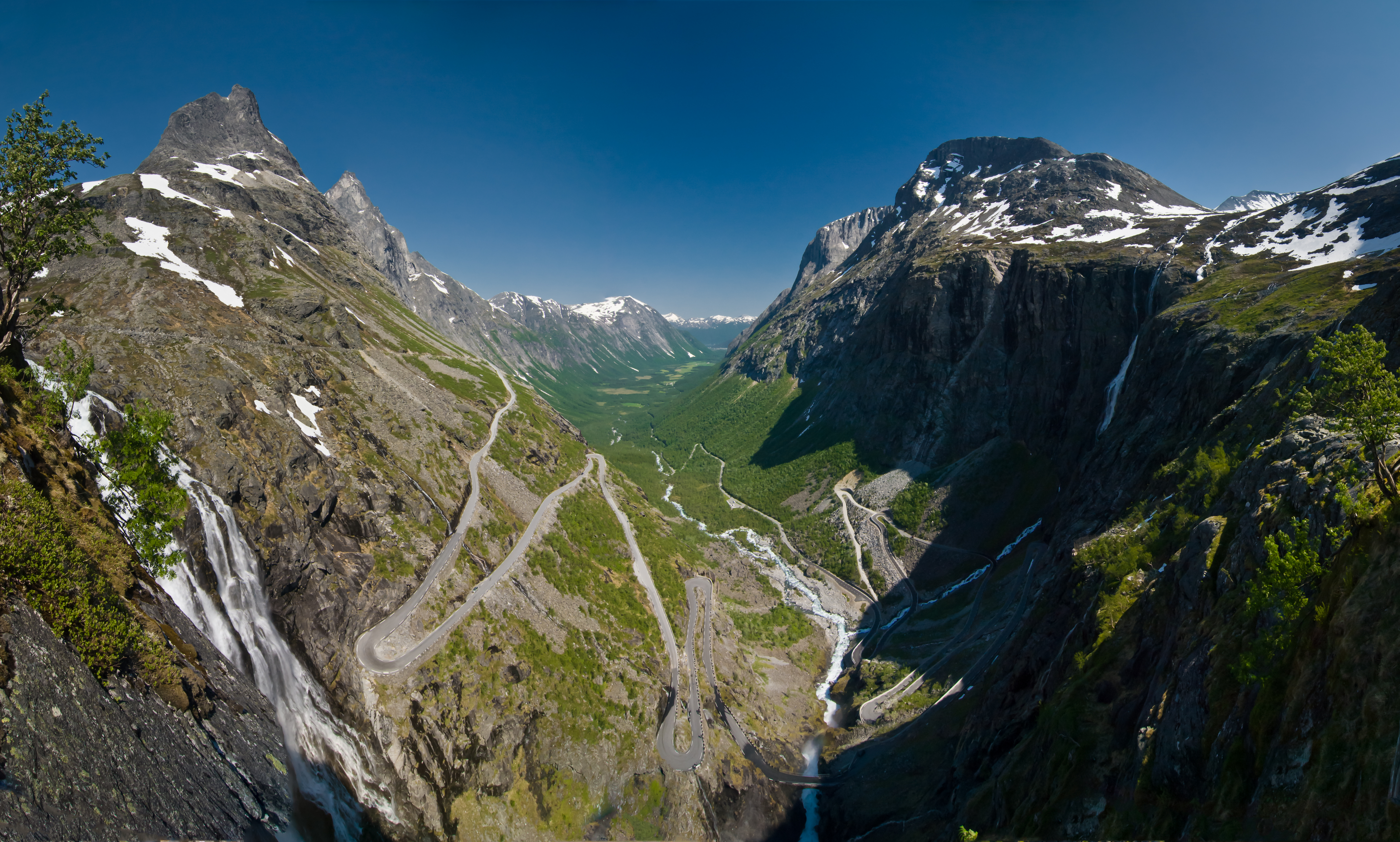
Trollstigen.

Trollstigen (en español, el camino del trol) es una carretera de montaña en Rauma, Noruega, parte de la carretera nacional noruega 63 que conecta Åndalsnes (Rauma) con Valldal (Norddal). Es una atracción turística muy popular, debido a su empinada inclinación del 9% y once curvas de 180°, en la ladera de la montaña. 
La carretera es estrecha y con pocos lugares donde los coches se pueden cruzar, aunque el camino se ha ensanchado en los últimos años.
En lo más alto de la carretera hay un gran aparcamiento y un edificio de arquitectura moderna, desde donde tras andar diez minutos se llega a un mirador. En ese mirador se tienen unas buenas vistas de la carretera con sus curvas, y de la cascada Stigfossen. Stigfossen cae unos 320 metros por la ladera de la montaña.
Trollstigen se cierra durante los meses del otoño y del invierno. Un año normal se abre desde mediados de mayo a octubre, pero puede abrirse o cerrarse antes dependiendo de las condiciones meteorológicas.

## Historia

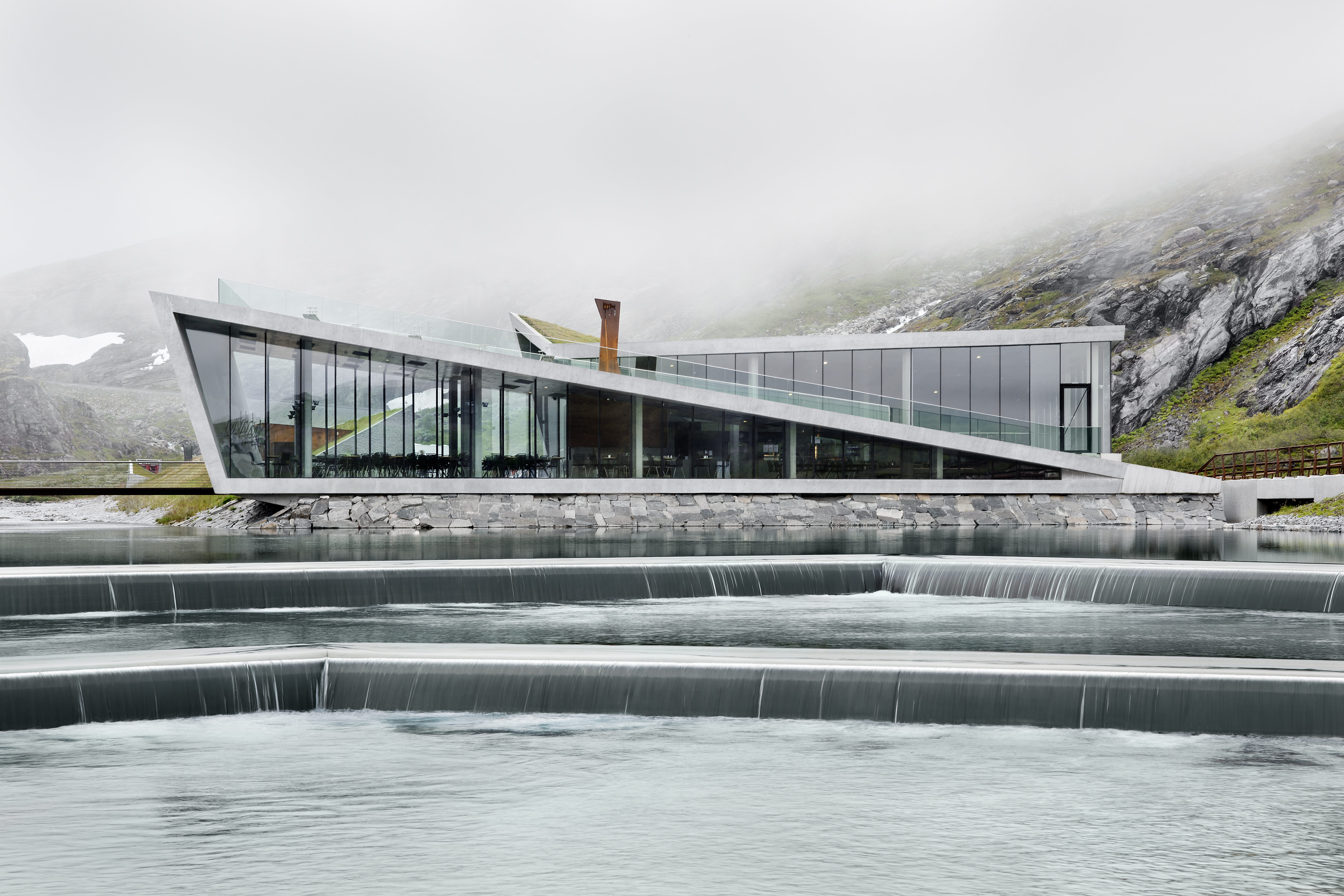
Centro de visitantes.

La carretera fue inaugurada el 31 de julio de 1936 por el Rey Haakon VII después de ocho años de construcción.
En 2012 se abrió un complejo turístico con un restaurante. Además se construyeron varios miradores.
Trollstigen (junto a la carretera 63) fue abierta como una ruta turística nacional por el Ministerio de Transporte y Comunicaciones el 16 de junio de 2012.
En el verano del 2005 la carretera fue reparada y alrededor de 16 millones de NOK se gastaron en protección contra los desprendimientos de rocas.
En junio de 2021, Telia Norge puso en servicio una estación móvil respetuosa con el medio ambiente alimentada completamente por energía solar, eólica e hidrógeno, que proporciona cobertura de telefonía móvil en Trollstigen por primera vez.